# Praise Idamadudu
Praise Idamadudu (née le 15 décembre 1998) est une athlète nigériane, spécialiste du 400 mètres.

## Biographie
Elle est sacrée championne d'Afrique junior du 200 m et du 4 × 400 m en 2015 à Addis-Abeba.
En 2018, elle remporte la médaille d'argent du 4 × 400 m aux Jeux du Commonwealth de Gold Coast, en Australie.

## Palmarès
| Date | Compétition                    | Lieu        | Résultat | Épreuve   | Temps         |
| ---- | ------------------------------ | ----------- | -------- | --------- | ------------- |
| 2015 | Championnats d'Afrique juniors | Addis-Abeba | 1re      | 200 m     | 23 s 76       |
| 2015 | Championnats d'Afrique juniors | Addis-Abeba | 1re      | 4 × 400 m | 3 min 38 s 94 |
| 2018 | Jeux du Commonwealth           | Gold Coast  | 2e       | 4 × 400 m | 3 min 25 s 29 |

## Records
| Épreuve | Performance | Lieu  | Date         |
| ------- | ----------- | ----- | ------------ |
| 400 m   | 52 s 49     | Abuja | 17 mars 2018 |